# Deni Alar
Deni Alar (Slavonski Brod, 18 januari 1990) is een Kroatisch-Oostenrijks voetballer die doorgaans als aanvaller speelt. Hij verruilde SK Sturm Graz in juli 2018 voor SK Rapid Wien. Alar debuteerde in 2017 in het Oostenrijks voetbalelftal.

## Clubcarrière
Alar debuteerde in 2006 als prof bij DSV Leoben. Op 26 januari 2009 trok hij transfervrij naar Kapfenberger SV. Daar scoorde hij 21 keer in 63 wedstrijden. In juli 2011 tekende hij een driejarig contract bij Rapid Wien, dat €800.000 op tafel legde voor hem. Hij scoorde 35 doelpunten in 116 wedstrijden en vertrok in juli 2016 transfervrij naar SK Sturm Graz. Met deze club won hij in het seizoen 2017/18 de Beker van Oostenrijk en werd hij vicekampioen. Op 6 juli 2018 vertrok Alar opnieuw naar SK Rapid Wien, dat €600.000 op tafel legde.

## Statistieken
| Seizoen | Club          | Land       | Competitie | Duels | Doelp. |
| ------- | ------------- | ---------- | ---------- | ----- | ------ |
| 2006/07 | DSV Leoben    | Oostenrijk | 2. Liga    | 5     | 0      |
| 2007/08 | DSV Leoben    | Oostenrijk | 2. Liga    | 23    | 3      |
| 2008/09 | DSV Leoben    | Oostenrijk | 2. Liga    | 15    | 1      |
| 2008/09 | Kapfenberg SV | Oostenrijk | Bundesliga | 3     | 1      |
| 2009/10 | Kapfenberg SV | Oostenrijk | Bundesliga | 28    | 6      |
| 2010/11 | Kapfenberg SV | Oostenrijk | Bundesliga | 32    | 14     |
| 2011/12 | SK Rapid Wien | Oostenrijk | Bundesliga | 29    | 9      |
| 2012/13 | SK Rapid Wien | Oostenrijk | Bundesliga | 31    | 15     |
| 2013/14 | SK Rapid Wien | Oostenrijk | Bundesliga | 12    | 2      |
| 2014/15 | SK Rapid Wien | Oostenrijk | Bundesliga | 25    | 6      |
| 2015/16 | SK Rapid Wien | Oostenrijk | Bundesliga | 19    | 3      |
| 2016/17 | SK Sturm Graz | Oostenrijk | Bundesliga | 34    | 16     |
| 2017/18 | SK Sturm Graz | Oostenrijk | Bundesliga | 36    | 20     |
| 2018/19 | SK Rapid Wien | Oostenrijk | Bundesliga | 1     | 0      |
| Totaal  | Totaal        | Totaal     | Totaal     | 293   | 96     |

## Interlandcarrière
Alar speelde zestien wedstrijden voor Oostenrijk -21, waarin hij viermaal scoorde. Hij debuteerde in 2017 in het Oostenrijks voetbalelftal.